# Ezcurra

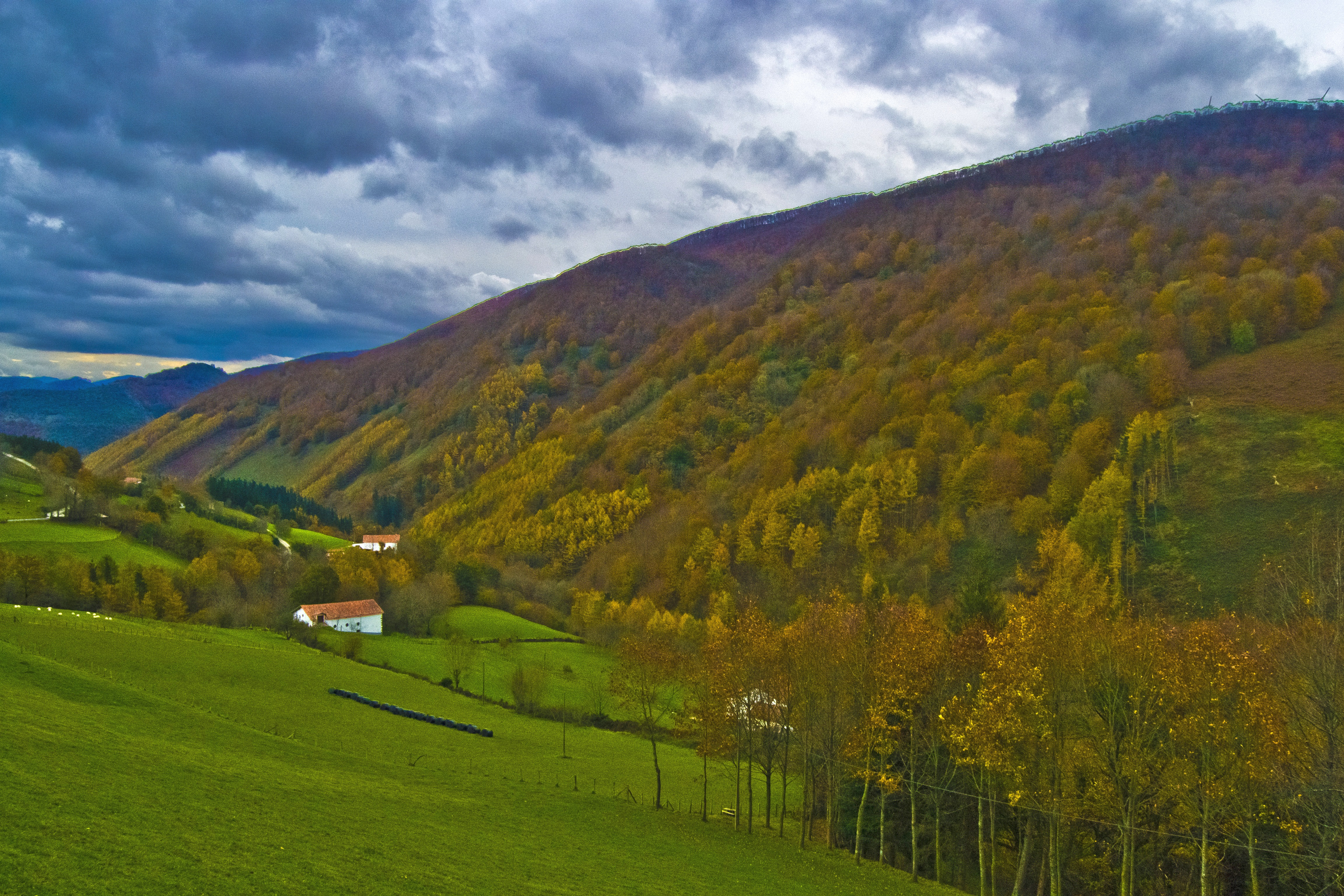
Vista del término de Ezcurra

Ezcurra (cooficialmente en euskera: Ezkurra) es una villa y municipio español de la Comunidad Foral de Navarra, situado en la Merindad de Pamplona, en la comarca de Alto Bidasoa y a 58 km de la capital de la comunidad, Pamplona. Su población en 2024 fue de 136 habitantes (INE).

## Toponimia
Ezkur significa bellota en lengua vasca, por lo que ezkurra significaría literalmente la bellota. Se cree que el topónimo hace referencia de la abundancia de árboles que daban este fruto en el lugar donde su ubicó la población.
Los naturales de la villa de Ezcurra se denominan ezkurrardas o ezkurratares.

## Símbolos
El escudo de armas de la villa de Ezcurra tiene el siguiente blasón:

De plata, un jefe un pan, en faja dos botellas y en punta un queso con un cuchillo clavado en él.

Muy probablemente estas figuras recuerden la leyenda que existe sobre la demarcación de sus términos con los del lugar de Erasun. Tras muchas discusiones se acordó encomendar el pleito a dos viejos pastores quienes, por si se alargaba el debate, se aprovisionaron de pan, vino y queso. Una vez consumido, no tardaron en sentenciar, sabiamente, que se trazase una línea que uniese los puntos donde habían sido dejadas las botellas, alargándolas hasta llegar a los límites con los otros pueblos.
Este escudo fue adoptado en 1841 y hasta esa fecha usó el escudo de los Ezcurra, señores de la villa cuyo blasón era el siguiente: De azur y un águila explayada de oro.

## Geografía
La localidad de Ezcurra está situada en la parte Noroeste de la Comunidad Foral de Navarra, dentro de la región geográfica de la Montaña de Navarra, la comarca geográfica de los Valles Cantábricos, el valle de Basaburúa Menor y a una altitud de 525 m s. n. m. Su término municipal tiene una superficie de 23,82 km² y limita al norte con el municipio de Goizueta, al este con el de Erasun, al sur con el de Basaburúa Mayor y al oeste con el de Leiza.

## Demografía
Ezcurra cuenta con una población de 136 habitantes (INE 2024).
| Gráfica de evolución demográfica de Ezkurra entre 1842 y 2021 |
| |
| Población de derecho según los censos de población del INE Población de hecho según los censos de población del INEEn estos censos se denominaba Ezcurra: 1842, 1857, 1860, 1877, 1887, 1897, 1900, 1910, 1920, 1930, 1940, 1950, 1960, 1970 y 1981 |

## Administración y política
Ezcurra conforma un municipio el cual está gobernado por un ayuntamiento de gestión democrática desde 1979, formado por 5 miembros elegidos en las elecciones municipales según está dispuesto en la Ley Orgánica del Régimen Electoral General. La sede del consistorio está situada en la calle Mayor, n.º 6 de la localidad de Ezcurra.
| Partido político | 2015  | 2015       | 2011  | 2011       | 2007  | 2007       | 2003  | 2003       | 1999  | 1999       | 1995  | 1995       |
| Partido político | %     | Concejales | %     | Concejales | %     | Concejales | %     | Concejales | %     | Concejales | %     | Concejales |
| Idoia (I)        | 38,27 | 5          | 27,22 | 5          | 44,94 | 5          | 62,07 | 5          | 91,01 | 7          | 95,15 | 7          |

| Alcalde, -esa                  | Inicio del mandato | Fin del mandato | Partido | Partido | Partido                                 |
| Martín Gastearena Balda        | 2003               | 2007            |         |         | Agrupación de Electores «Idoia» (IDOIA) |
| Julián Gogorza Jauregui        | 2007               | 2023            |         |         | Agrupación de Electores «Idoia» (IDOIA) |
| Miren Jaione Zabalo Juantorena | 2023               | -               |         |         | Agrupación de Electores «Idoia» (IDOIA) |

## Cultura

### Idioma
Según el censo de población de 2001, Ezcurra es el municipio navarro con mayor porcentaje de euskaldunes.

### Fiestas
La localidad celebra sus fiestas patronales el 15 de agosto.

## Personas destacadas
- Juan Mari Bengoetxea, expelotari conocido como Bengoetxea III.
- Mikel Bengoetxea, expelotari conocido como Bengoetxea IV.
- Mikel Mindegia Labayen, aizcolari.